# Katolska kyrkans sakrament

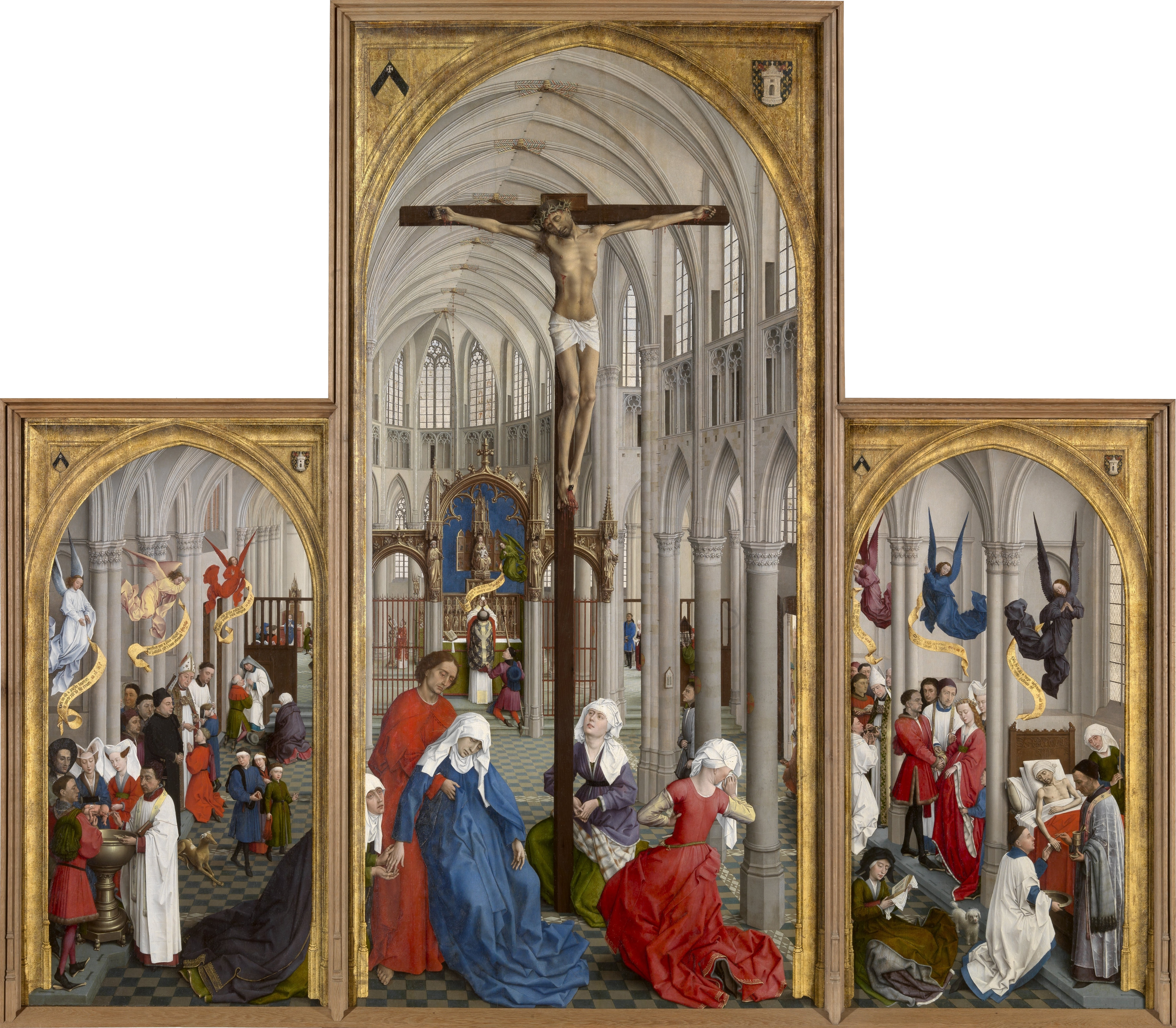
De sju sakramenten, altartavla av Rogier van der Weyden, cirka 1448.

Katolska kyrkans sakrament är sju till antalet och instiftades enligt katolsk teologi av Jesus Kristus innan de överlämnades till kyrkan. Sakrament är riter som ses som tecken och förmedling av Guds nåd till alla de som tar emot dem.
Sakramenten delas vanligen in i tre kategorier: 
- Första kategorin: initieringens sakrament (initieringen till den katolska kyrkan och till Jesu kropp), som består av dopet, konfirmationen och nattvarden
- Andra kategorin: helandets sakrament, som består av boten och de sjukas smörjelse
- Tredje kategorin: den sakramentala tjänsten,[1] det vill säga vigningen och äktenskapet.[2]

Dopet och botgörelsen omnämns ibland som "de dödas sakrament" på så sätt att syndarnas själar ses som döda innan Gud ger dem liv genom dessa sakrament, medan de övriga fem gemensamt ses som "de levandes sakrament"